# Empis verae
Empis verae är en tvåvingeart som beskrevs av Smith 1969. Empis verae ingår i släktet Empis och familjen dansflugor. Inga underarter finns listade i Catalogue of Life.